# Добрич, Лазар
Ла́зар Ива́нов До́брич (26 июня 1881, Равно-Поле — 16 февраля 1970, София, Болгария) — болгарский цирковой артист, педагог и режиссёр. Изобретатель мёртвой петли на трапеции. Народный артист НРБ, лауреат Димитровской премии, обладатель титула «Сеньор циркового искусства».

## Биография
Лазар Добрич родился в селе Равно-Поле в Болгарии. Впервые вышел на манеж в 16-летнем возрасте. В 18 лет получил стипендию на обучение в Политехническом институте во Франции, но вскоре бросил его и присоединился к румынской труппе цирковых гимнастов Димитреску. В составе труппы дебютировал в 1897 году в Брюсселе как гимнаст на турнике и работал до 1901 года.
До начала Первой мировой войны Лазар Добрич гастролировал по Европе с разными цирковыми труппами. В составе труппы Чинизелли в 1905 году в цирке Шумана в Берлине Добрич впервые представил изобретённый им номер «трапеция смерти» — лопинг-де-лоп, или мёртвую петлю на трапеции. В Европе, а впоследствии и в Болгарии Добрич до 1928 года работал как гимнаст на трапеции, в 30-х годах участвовал в номере партерных акробатов с подкидными досками. Был борцом.
После окончания войны вернулся в Болгарию. Лазар Добрич и его брат Александр, также цирковой артист, борец и атлет, основал в Софии цирк «Колизеум», просуществовавший до 1926 года. В «Колизеуме» Добрич впервые занялся педагогической деятельностью. В 1933 создал цирк «Роял-Добрич» и был его бессменным директором. В 1948 году цирк национализировали и присвоили ему новое имя «Родина», но Лазар Добрич оставался его руководителем до 1956 года. В 1956—1961 годах был главным режиссёром дирекции «Болгарские цирки».
Педагогическая деятельность Добрича была интенсивной и плодотворной. Множество цирковых артистов послевоенной Болгарии начали свою деятельность именно в его школе. В 1950 году Лазар Добрич основал мужскую труппу акробатов и гимнастов, выступавшую до 1965 года. В 1958 году создал женскую акробатическую труппу, которая существовала до 1972 года. Лазар Добрич является создателем номеров «Жокейская езда», «Отвесные канаты», «Пятерная трапеция», «Перш», «Лестница из ног», «Танец на проволоке».
Добрич и его труппы удостоены множества наград. В 1950 году он был награждён Димитровской премией. Добрич стал единственным болгарским артистом, удостоенным почётного звания «Сеньор циркового искусства», присвоенного Международной артистической лигой на Первом международном цирковом фестивале в Варшаве в 1955 году.
Лазар Добрич занимался филателией, был страстным коллекционером старых болгарских марок.
После смерти Лазара Добрича изданы две его книги: автобиографическая «Смертельный прыжок» (1971) и воспоминания «С цирком по миру» (1973).

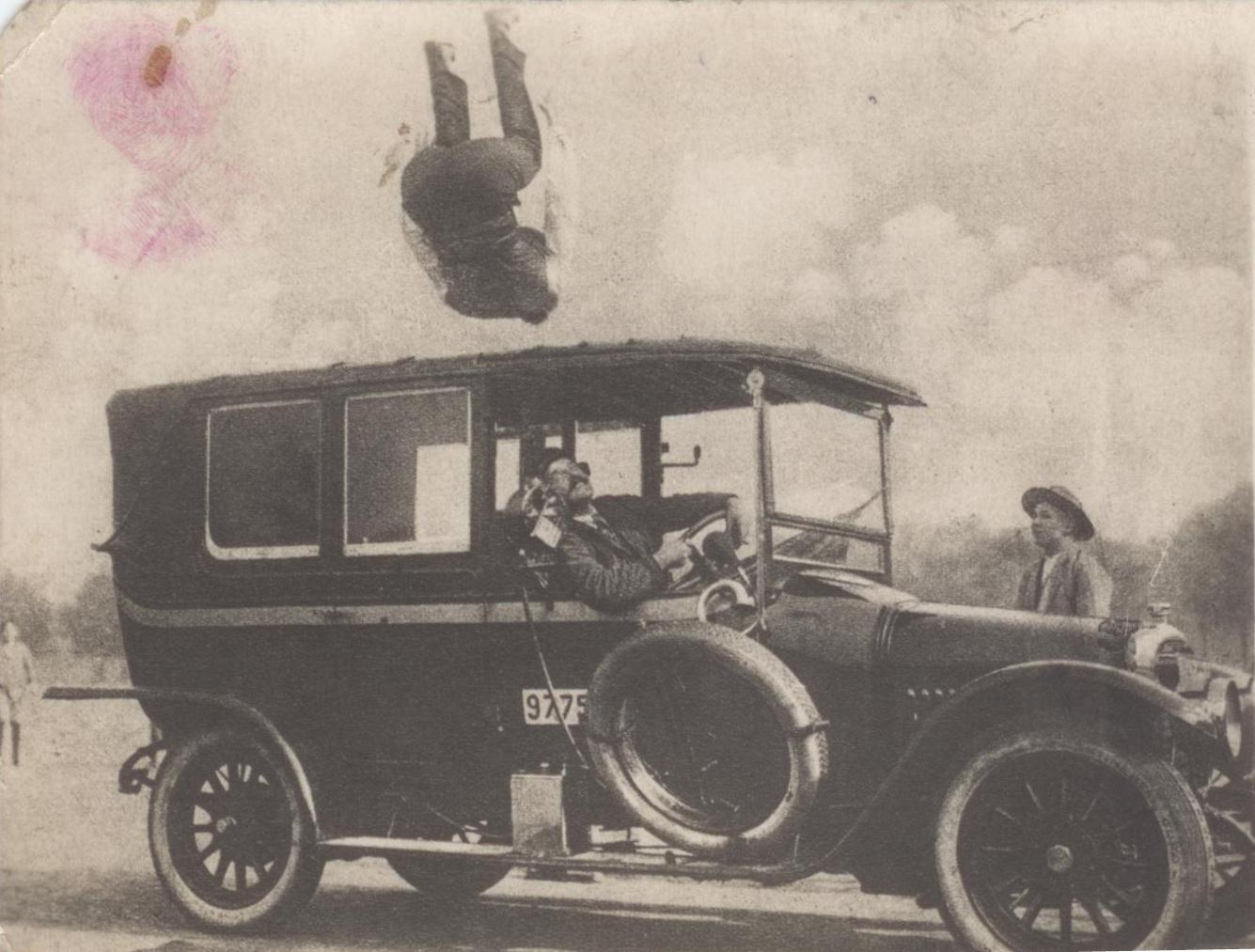
Прыжок через автомобиль. Бордо, 1908 г.
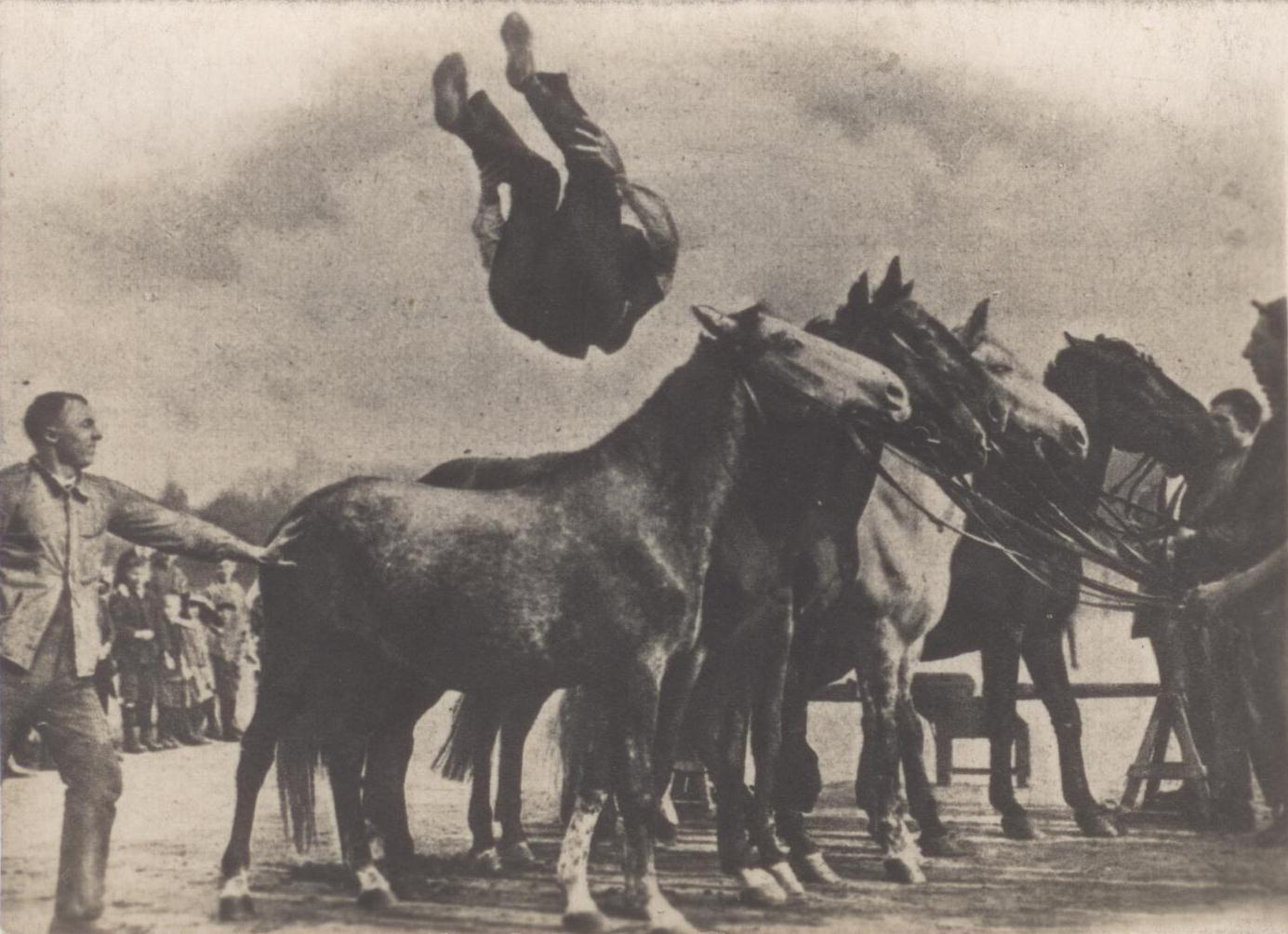
Прыжок через пятёрку лошадей. Берлин, 1912 г.